# Тюркеєво
Тюрке́єво (рос. Тюркеево, башк. Төркәй) — присілок у складі Благоварського району Башкортостану, Росія. Входить до складу Кучербаєвської сільської ради.
Населення — 118 осіб (2010; 113 в 2002).
Національний склад:
- башкири — 64 %
- татари — 32 %